# مركز كندا لايف
مركز كندا لايف (بالإنجليزية: Canada Life Centre)‏ سابقاً أم تي أس سنتر و بيل أم تي أس بلايس هي ساحة داخلية في وسط مدينة وينيبيغ، مانيتوبا. الساحة هي موطن نادي وينيبيغ جيتس التابع لرابطة الهوكي الوطنية وفريق مانيتوبا موس التابع لرابطة الهوكي الأمريكية.